# Logorrea
En la psicologia, la logorrea (del grec antic: λόγος / logos «paraula», i ῥέω / rheo «fluir») és un trastorn de la parla que provoca una excessiva necessitat de parlar, que de vegades pot conduir a la incoherència i a la repetició. La logorrea es classifica de vegades com una malaltia mental, encara que és més freqüentment classificada com a símptoma de malaltia mental o lesió cerebral.

## Característiques
La logorrea es caracteritza per la constant necessitat de parlar. Altres símptomes relacionats inclouen l'ús de neologismes (paraules noves sense derivació clara), paraules que no tenen cap significat aparent, i, en alguns casos extrems, la creació de noves paraules i construccions morfosintàctiques. La logorrea no s'hauria de confondre amb la pressió de la parla, que es caracteritza per la rapidesa de la parla i l'alternança «fluida» d'un tema a un altre mitjançant vincles tènues com la rima o el calembour, que no necessàriament estan presents en la logorrea.

## Causes
S'ha demostrat que la logorrea està associada amb lesions cerebrals traumàtiques en el lòbul frontal, així com amb lesions del tàlem i el sistema inhibitori reticular ascendent, i s'ha associat amb l'afàsia. La logorrea també pot derivar d'una varietat de trastorns psiquiàtrics i neurològics com la taquipsíquia, mania, hiperactivitat, catatonia i esquizofrènia.

## Tractament
La parla excessiva pot ser un símptoma d'una malaltia subjacent i ha de ser abordada amb medicaments si es combina amb hiperactivitat o amb símptomes de malalties mentals, com ara al·lucinacions. El tractament de la logorrea depèn del seu trastorn subjacent, si n'hi ha. S'utilitzen sovint els antipsicòtics, i el liti és un suplement comú als pacients maníacs.